# Arenaria littledalei
Arenaria littledalei là loài thực vật có hoa thuộc họ Cẩm chướng. Loài này được Hemsl. mô tả khoa học đầu tiên năm 1896.